# البهائية في ساموا

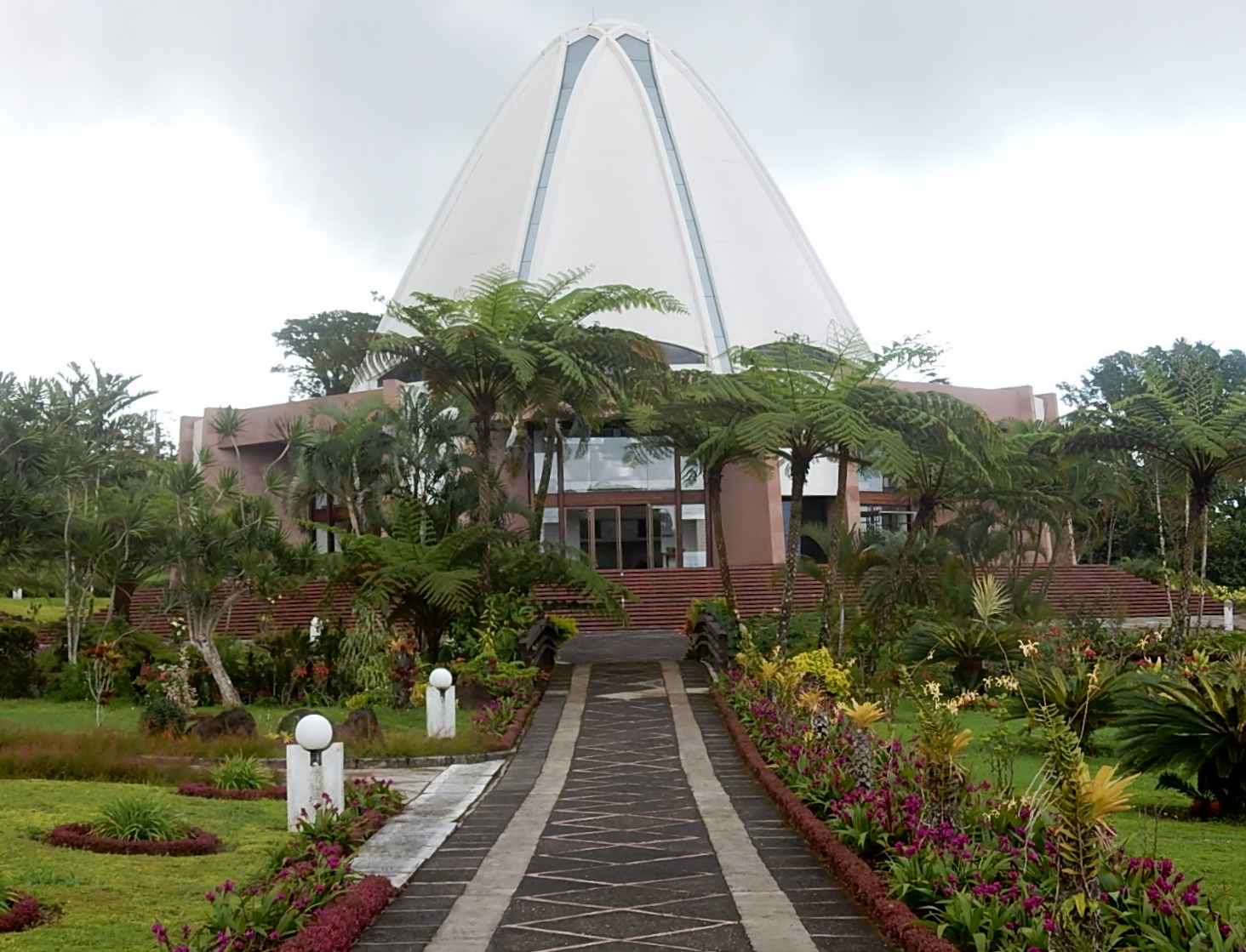
بيت العبادة البهائي في آبيا، ساموا

الديانة البهائية في ساموا وساموا الأمريكية بدأت عندما ذكر عبد البهاء، الذي كان حينها رأس الدين، هذه الجزر في عام 1916. ألهم ذلك بعض البهائيين في طريقهم إلى أستراليا عام 1920 للتوقف في ساموا. وبعد 34 عاماً، انتقل بهائي آخر من أستراليا كَرائد إلى ساموا في عام 1954. ومع أولى حالات اعتناق الدين، تم انتخاب أول محفل روحاني محلي في عام 1961، وتأسس أول محفل روحاني وطني في عام 1970. وبعد اعتناق ماليتوا تانومافلي الثاني، الذي كان حينها رئيس دولة ساموا، للدين البهائي، تم الانتهاء من بناء أول بيت عبادة بهائي في منطقة المحيط الهادئ في عام 1984، وبلغ عدد أفراد المجتمع البهائي أكثر من 3000 بحلول عام 2000.

## التاريخ المبكر
أول ذكر لجزر ساموا في الآداب البهائية كان في سلسلة من الرسائل، أو ألواح، إلى أتباع الدين في الولايات المتحدة بين عامي 1916–1917 من قبل ʻعبد البهاء، الذي كان رأس الدين حتى وفاته عام 1921، حيث دعا أتباع الدين إلى السفر إلى بلدان أخرى؛ وقد جُمعت هذه الرسائل لاحقًا في كتاب بعنوان ألواح الخطة الإلهية. وكان السابع من هذه الألواح هو الأول الذي يذكر عدة دول جزرية في المحيط الهادئ. وقد كُتب في 11 أبريل 1916، لكنه تأخر في الوصول إلى الولايات المتحدة حتى عام 1919 – بعد نهاية الحرب العالمية الأولى والإنفلونزا الإسبانية. وقد تُرجم هذا اللوح السابع وقرأه ميرزا أحمد سهراب في 4 أبريل 1919، ونُشر في مجلة نجم الغرب في 12 ديسمبر 1919.
"يجب أن تتوجه جماعة تتحدث لغاتهم، متجردة، مقدسة، مفعمة بمحبة الله، إلى ثلاث مجموعات جزرية كبرى في المحيط الهادئ—بولينيزيا، ميكرونيزيا، وميلانيزيا، والجزر التابعة لهذه المجموعات مثل غينيا الجديدة، بورنيو، جاوة، سومطرة، الفلبين، جزر سليمان، جزر فيجي، نيو هبريدس، جزر لويالتي، كاليدونيا الجديدة، أرخبيل بسمارك، سيرام، سيليبس، جزر الصداقة، جزر ساموا، جزر المجتمع، جزر كارولين، أرخبيل لو، جزر ماركيساس، جزر هاواي، جزر غيلبرت، جزر الملوك، جزر مارشال، تيمور وغيرها من الجزر. وقلوبهم مفعمة بمحبة الله، وألسنتهم تذكر الله، وعيونهم متوجهة إلى ملكوت الله، ويجب أن يبلغوا الناس بالبشارة بظهور رب الجنود."
استجابةً لهذه الدعوة إلى الريادة في عام 1919، انتقل كلارا وهايد دن من المملكة المتحدة إلى الولايات المتحدة حيث التقيا وتزوجا، ثم قررا الريادة إلى أستراليا في عام 1920 وتوقفا لفترة وجيزة في ساموا في طريقهما. وبعد مرور 34 عامًا من زيارة أول البهائيين الأستراليين لساموا، وفي إطار الحملة العشرية العالمية التي أطلقها شوقي أفندي، توجهت امرأة تُدعى ليليان ويس، والتي أصبحت لاحقًا تُعرف باسم ليليان علائي، إلى ساموا الغربية كرائدة في يناير 1954 قادمة من أستراليا، حيث تركت منصبها في المحفل الروحاني الوطني لأستراليا. وفي نفس العام، قام شقيقها فرانك ويس بإدخال الدين إلى جزيرة كوكوس. ومنح شوقي أفندي كليهما لقب فارس بهاء الله. وقد تزوجت لاحقًا وأصبح اسمها سهيل علائي.
في تلك الفترة، انضم إيمانويل روك، أحد أوائل السامويين الذين دخلوا الدين، قبل انطلاق الحملة العشرية العالمية. وتمت ترجمة بعض الآداب البهائية البسيطة إلى اللغة الساموية حوالي عام 1955، وإلى لغة جزيرة نييوي في عام 1956. ووفقًا للمصادر البهائية، كان هناك خمسة بهائيين معروفين في جزر ساموا آنذاك.
انضمت السيدة لوتوا روك، زوجة إيمانويل روك، إلى الدين في عام 1956 وكانت أول مؤمنة من السكان الأصليين. وفي أواخر 1956، انضم سايالالا تاماسيس، ثاني ساموي ينضم إلى الدين، وتم انتخاب أول محفل روحاني محلي في ساموا الغربية عام 1957، بالإضافة إلى خمس مجموعات بهائية صغيرة أخرى، تلاها انتخاب محفل آخر في ساموا عام 1961. وكان العديد من البهائيين الأوائل من المتعلمين جيدًا، وبعضهم تلقى تدريبًا لاهوتيًا مسيحيًا، وبعد اعتناقهم للدين، تولوا مناصب رفيعة فيه.

## تنمية المجتمع

### الروابط مع البهائيين ومنهم
منذ ذلك الحين، تضاعفت الأحداث المتعلقة بالمجتمع البهائي المتنامي. ففي 29 أكتوبر 1958، بدأت أول زيارة لِـيد أمر الله إلى الجزر من قبل إينوك أولينغا، حيث قام بجولة موسعة في الجزر، وأُقيم له خلالها حفل كافا تكريمي.
وفي عام 1959، اجتمع البهائيون في أول مدرسة صيفية بمشاركة حوالي 30 شخصًا، واستضافها زعيم محلي، كما تم شراء أول مقبرة بهائية في ساموا الغربية، وعُقد مؤتمر جمع بين بهائيين من الجزر للتشاور حول سبل نمو الدين هناك. بحلول عام 1962، وصل الدين إلى جزيرة سافايي، وأُقيمت أول محاضرة عامة عن الدين في أبيا، والتي تلتها ثلاث محاضرات إضافية، كما زار كوليس فيذيرستون، وهو أحد أيادي أمر الله، البهائيين وبعض القادة المدنيين. وفي عام 1963، نظم المحفل الروحاني المحلي في باگو باگو أول احتفال رسمي بـيوم الأمم المتحدة في ساموا الأمريكية، شارك فيه الحاكم بالنيابة وشخصيات بارزة، وتلقى تغطية إعلامية مطبوعة وإذاعية وتلفزيونية. وفي عام 1964، عُقد مؤتمر في فيجي حضره بهائيون من تونغا وساموا وغينيا الجديدة وفيجي. وأعقبه أول مؤتمر لانتخاب المحفل الروحاني الوطني الإقليمي لمنطقة جنوب المحيط الهادئ.
واصل البهائيون القدوم إلى ساموا، وبدأ بعضهم في مغادرتها كرواد. وفي عام 1965، عاد أول رائد ساموي إلى جزر توكيلاو، مسقط رأسه، لكن السلطات لم تسمح له بنشر الدين إلا بعد مرور ثلاث سنوات. في عام 1967، قام نيونليفا توا taga، وهو عضو في مجلس المساعدين في ساموا، بجولة في أستراليا لتقديم محاضرات عن الدين للبهائيين والمجتمع الأسترالي. كما قام راسل غارسيا وزوجته جينا بجولات عديدة في الجزر من بينها ساموا، حيث قدما حفلات موسيقية ودروسًا في المدارس على مدى عدة سنوات، قبل أن يستقرا لاحقًا في نيوزيلندا. وفي عام 1969، كسرت النساء السامويات البهائيات التقاليد الاجتماعية عبر قيامهن برحلات دعوية مستقلة. ومن ديسمبر 1969 حتى يناير 1970، عُقد أول مؤتمر شبابي دولي في جنوب المحيط الهادئ في أبيا، بمشاركة شبان من ساموا، أستراليا، فيجي، هاواي، كاليدونيا الجديدة، نيوزيلندا، تونغا، الولايات المتحدة وساموا الغربية. وقد حضر أبو القاسم فيضي، أحد أيادي أمر الله، المؤتمر وقدم محاضرات للمشاركين وللجمهور لاحقًا. وفي عام 1970، تم انتخاب المحفل الروحاني الوطني للبهائيين في ساموا خلال مؤتمر حضره يد أمر الله كوليس فيذيرستون، وعضو مجلس المستشارين القاريين سهيل علائي، وعضو مجلس المساعدين نيونليفا توا taga، وتسعة مندوبين وأكثر من خمسين بهائيًا من ساموا الغربية والأمريكية. وكان أعضاء المحفل المنتخبون من كلا الجزيرتين.

### الاتصال بالقادة المدنيين
في حدث كانت له آثار بعيدة المدى على المجتمع، تُوفي تاماسيسي، أحد أوائل البهائيين الأصليين في ساموا، عام 1965، وحضر أفراد من العائلة الملكية في ساموا جنازته البهائية. ووفقًا للتقاليد، يُقدم حصير فاخر للمسؤول المشرف على الجنازة، والذي كان في هذه الحالة عضوًا في المجلس الاستشاري البهائي. وقد قُدم هذا الحصير إلى البيت الأعلى للعدل عام 1968. ثم قُدم كهدية إلى ماليتوا تانونافلي الثاني خلال تدشين المعبد عام 1979. في الأثناء، توسع التعاون مع حكومة ساموا. ففي عام 1967، قدم البهائيون أدبيات بهائية لملكي تونغا وساموا، وكان من المخطط تقديمها أيضًا لقادة آخرين في الحكومة.
وفي نفس العام، رعت حكومة ساموا إحياء يوم الأمم المتحدة. وفي السنوات السابقة، كانت الجالية البهائية في ساموا الأمريكية هي من ترعى هذا الحدث بمساعدة من الحكومة. وقد عيّن الحاكم أسبينال لجنة ليوم الأمم المتحدة ضمت سهيل علائي، رئيس الهيئة الروحية الوطنية لجنوب المحيط الهادئ، كعضو في لجنة إيران. وقد قدم السيد علائي اقتراحات أدت إلى إدراج دعاء بهائي من أجل الوحدة ضمن البرنامج، وتم تأمين مشاركة يد أمر الله أوغو جايشري كمتحدث رئيسي.
بحلول عام 1968، اعتنق ماليتوا تانونافلي الثاني الدين البهائي بشكل خاص، وأعلن ذلك علنًا عام 1973 عندما كتب رسالة إلى مؤتمر انتخاب البيت الأعلى للعدل. وقد طلب البيت الأعلى للعدل من البهائيين عدم السعي وراء الدعاية لهذا الحدث في ذلك الوقت. وفي عام 1974، حضر ماليتوا المؤتمر الوطني وهنأ المشاركين على بناء مركز بهائي، وقامت قناة KVZK-2 بتسجيل ثلاث حلقات من برنامج "تالوساغا" لعرضها يوميًا.
في عام 1976، تم تسجيل الهيئة الروحية الوطنية في الولايات المتحدة، وتم بناء أول مركز بهائي في جزيرة توتويلا. كما زار ماليتوا قبر شوقي أفندي.
وفي عام 1986، كجزء من سلسلة فعاليات حول أهمية السلام، التقى البهائيون برئيس مجلس النواب في ساموا الأمريكية ورئيس وزراء ساموا الغربية، وقدموا بيانًا من البيت الأعلى للعدل بعنوان وعد السلام العالمي. وفي عام 1987، ساهم البهائيون في الاحتفال بالذكرى الخامسة والعشرين لاستقلال ساموا الغربية بإقامة احتفال في مشرق الأذكار، تخلله كشف مفاجئ عن صورة كبيرة لماليتوا. كما فاز البهائيون بالمركز الثالث في مسابقة الزينات خلال العرض الاحتفالي.
وفي الذكرى السابعة والعشرين، جمع البهائيون الاحتفال بذكرى الاستقلال مع مناسبة اليوم العالمي للبيئة، حيث أقيمت خدمة دينية أعقبتها كلمات من البهائيين، ورئيس قسم الغابات في البرنامج البيئي الفيدرالي، وتافايسي لاوتوا، عضو البرلمان، الذي شكر البهائيين نيابة عن وزير الأراضي والمساحة والمحميات. وفي الذكرى الخمسين لتولي ماليتوا منصب الزعامة العليا عام 1990، شارك أربعون بهائيًا في العرض المكرس لماليتوا وضيفه ملك تونغا، وشاركوا بعربة تمثل وحدة الجنس البشري، فازت بالمركز الثاني، وكان حفيد ماليتوا، وهو بهائي، على متن العربة.

### التنظيم والنمو
في عام 1977، أُقيمت ثلاث مدارس صيفية في ساموا، واحدة في كل من الجزر الرئيسية سافايي، توتويلا وأوبولو، لتحل محل المدرسة الصيفية المركزية المعتادة التي كانت تُعقد في ليلاتا، أبيا، وفي نفس العام أُقيم أول مؤتمر وطني للأطفال. في ذلك الوقت، كان قد تم بناء ثمانية من أصل عشرة مراكز محلية مخطط لها، وكان هناك على الأقل 24 محفلًا روحانيًا محليًا. في عام 1978، شارك ثلاثون مندوبًا في المؤتمر السنوي لانتخاب المحفل الروحاني الوطني – وأعضاء المحفل المنتخبون لذلك العام كانوا: سام ألي ألي، مولي تشانغ، روبن بوزبي، ليليان ألعي، فويونو أنيسيتو، لينا كافا، خسرو مهل‌پور، فيلي بي‌بي، وليالا تاسي. في نفس العام، مُنحت جائزة لشباب وأطفال بهائيين شاركوا في مهرجان الفنون الساموي؛ ووفقًا لأحكام قوانين الدين البهائي، تم التبرع بالجائزة المالية لوكالة إنسانية. في عام 1979، تعاون البهائيون في ساموا مع روس وجينا غارسيا لإنتاج فيلم تخليدًا لـ السنة الدولية للطفل، وقد عُرض الفيلم عدة مرات على شاشات التلفزيون في ساموا. في عام 1981، حضر 150 شخصًا من ساموا، توفالو، جزر كوك، كيريباتي، نيوزيلندا، والولايات المتحدة مؤتمرًا للنساء في ساموا، خُطط له لإحياء الذكرى الخمسين لوفاة بهية خانم. وكان من بين المتحدثات زوجة وشقيقة المالييتوا، وزوجة رئيس وزراء جزر كوك، وسيدة ماورية من نيوزيلندا.

### الجهود المنسقة
منذ نشأتها، شاركت الديانة البهائية في التنمية الاجتماعية والاقتصادية، بدءًا بإعطاء المرأة حرية أكبر، والترويج لتعليم الإناث كأولوية قصوى، وقد تجسدت هذه المشاركة عمليًا بإنشاء المدارس، والتعاونيات الزراعية، والعيادات. دخل الدين مرحلة جديدة من النشاط عندما أُصدرت رسالة من البيت الأعظم بتاريخ 20 أكتوبر 1983. فقد حُثّ البهائيون على البحث عن سبل، بما يتوافق مع التعاليم البهائية، يمكنهم من خلالها المشاركة في التنمية الاجتماعية والاقتصادية للمجتمعات التي يعيشون فيها.
على الصعيد العالمي، كان هناك في عام 1979 عدد 129 مشروعًا للتنمية الاجتماعية والاقتصادية معترفًا بها رسميًا. وفي عام 1983، نظّم المحفل الوطني مؤتمرًا للتنمية الريفية حضره 110 أشخاص من أوبولو، سافايي وتوتويلا، في ليلاتا.
في عام 1986، بالإضافة إلى الاحتفال الذي أُقيم في بيت العبادة البهائي (انظر أدناه)، نظم البهائيون مسابقة لكتابة مقالات عن السلام، وُزّعت خلالها شهادات تقدير على 36 متسابقًا نهائيًا، وجرى منح جوائز مالية لسبعة فائزين. تحدث خلال الحفل نائب الحاكم "فاليوماليغا إيني هونكن" والمستشار "سهيل ألعي" عن موضوع السلام. كما نظم البهائيون مؤتمرًا حول رفاهية الأسرة وإدارتها، ألقى فيه مساعد وزير الشباب والرياضة والثقافة في ساموا الغربية كلمة، إلى جانب متحدثين آخرين، بحضور 200 من البهائيين.
وبحلول عام 1987، ارتفع عدد المشاريع المعترف بها رسميًا على مستوى العالم إلى 1482 مشروعًا. وبدأ شباب ساموا البهائيون في لفت الأنظار من خلال مساهماتهم في تطوير المجتمع – ففي عام 1985، جرى دعم مشاركة ثلاثة من الشباب في فعاليات السنة الدولية للشباب، وساهموا في مشاريع تابعة للأمم المتحدة ومشاريع دولية. وبحلول التسعينات، بدأت ورش العمل التي ينظمها شباب ساموا (انظر أوسكار ديغروي) في تقديم عروض على المستوى الدولي.

### مشارق الأذكار
في عام 1976، تم الاحتفال بموقع المعبد المستقبلي خلال تجمع ضم أكثر من مائة من البهائيين والأطفال، حيث أنشدوا الترانيم وتلوا الأدعية لمدة أربعة أيام.
بعد مرور خمسة وعشرين عامًا على استقرار أول بهائي في جزر ساموا، وُضع حجر الأساس لبيت العبادة البهائي (مشارق الأذكار) في تياباباتا، على بُعد 8 كيلومترات من أبيا، ساموا، وذلك في عام 1979. وقد اكتمل بناؤه في عام 1984، ويُعد بمثابة معبد الأم لجزر المحيط الهادئ.
وبعد ثلاثة أيام من الخطب والاحتفالات، قام الملك "مالييتوا تانومافيلي الثاني" ملك ساموا، الذي كان أول رئيس دولة بهائي أثناء توليه الحكم، بتدشين المعبد رسميًا. كما حضرت الأيدي المباركة لله روحية خانم مراسم وضع حجر الأساس والتدشين. وقد حضر مراسم وضع حجر الأساس أكثر من 500 بهائي، من بينهم أفراد من سلالة مالييتوا، وممثلون عن 16 محفلًا وطنيًا، ومسؤولون من عدة وزارات في الحكومة الساموية، وممثلون عن الكنائس في ساموا.
أما مراسم التدشين، فقد شهدت حضور أكثر من 1,000 بهائي من 45 دولة وجزيرة، إلى جانب قادة مدنيين من بينهم الملك مالييتوا ورئيس الوزراء ومسؤولون آخرون.
يمتاز المبنى بأنه مفتوح تمامًا أمام نسمات الجزيرة. كما تُعد أراضي المعبد موقع دفن الأيدي المباركة لله أوغو جياكيري.
وربما كان أول حدث كبير يُقام في المعبد هو الخدمة الخاصة التي عُقدت في عام 1985 لإحياء الذكرى الأربعين لتأسيس الأمم المتحدة، وإطلاق السنة الدولية للسلام التي أعلنتها المنظمة. وكان من بين الضيوف في هذه المناسبة رئيس دولة ساموا وأفراد من عائلته، بمن فيهم "توأا سلاماسينا مالييتوا"، والمفوض السامي النيوزيلندي، والسفير الصيني، والقناصل من فرنسا وهولندا والولايات المتحدة، وغيرهم من الشخصيات الدبلوماسية. كما حضر الممثل المقيم للأمم المتحدة، وممثل اليونسكو، ومعظم موظفي الأمم المتحدة في ساموا.
وقد أُقيمت بعض التوابع التابعة لبيت العبادة البهائي، بما في ذلك مقبرة ومدرسة.

## المجتمع المعاصر
توجد مجتمعات بهائية في ساموا وساموا الأمريكية في بولايا، بابا–ي–بالاولي–لي–فالييفا، ساسينا، بوأبوأ، فالياسيو–أوتا، فالياسيو–تاي، لاليتا، ليبيا، پاجو پاجو، إيليلي، تافونا، وليوني. لم يكن عدد البهائيين في ساموا كافيًا للظهور في التعداد السكاني الوطني لعام 2001. وقد سجّل تعداد عام 2016 وجود 817 بهائيًا في ساموا، مما جعلها المجتمع غير المسيحي الوحيد الذي يضم عددًا ملحوظًا. ومع ذلك، توجد بعض التقارير عن تعرّض المجتمع البهائي للاضطهاد.
تأسست "الهيئة الخيرية البهائية للتنمية الاجتماعية والاقتصادية" في ساموا عام 1990، وأنتجت أول سلسلة تلفزيونية في البلاد مخصصة للنظام الغذائي الصحي بعنوان "O le Kuka Samoa" في 16 أكتوبر 2000، بمشاركة الكوميدي الساموي سوميو، المعروف بلقبه "O le King Kuka". وقد هدفت السلسلة إلى إحياء الممارسات الغذائية الثقافية الساموية من أجل تحسين التغذية والاعتماد على الموارد المحلية. كما تحتفظ الطائفة البهائية بخمسة رياض أطفال بهائية منتشرة في جزر ساموا، وتستمر في استقطاب معتنقين جدد، وجذب المهنيين المهرة، كما يشرف على العمل في المجتمع البهائي في ساموا لجنة وطنية للشباب تنسق جهود المتطوعين الشباب للخدمة في المجتمع.

### الذكرى الخمسون
شارك ممثلون عن المحافل الروحانية الوطنية في أستراليا، وجزر كوك، وفيجي، وهاواي، ونيوزيلندا، وتونغا، إلى جانب شخصيات بارزة أخرى من أتباع الديانة البهائية وبهائيين من جزيرتي سافايي وأوبولو، وأعضاء بهائيين من عائلة مالييتوا – ومنهم رئيس الدولة في ساموا، مالييتوا تانونافيي الثاني، وابنته سوسوغا توʻوا توسي مالييتوا – في احتفالات الذكرى الخمسين لدخول الدين البهائي إلى ساموا في عام 2004، وذلك بحضور عدد من أعضاء الحكومة الساموية الذين سلطوا الضوء على العديد من الخدمات التي قدمها البهائيون للمجتمع عامة.

### رئيس الدولة مالييتوا تانونافيي الثاني
عقب وفاة رئيس الدولة في ساموا مالييتوا تانونافيي الثاني في عام 2007، كتب البيت الأعظم للعدل، الهيئة الإدارية العليا للدين البهائي: "لقد تميزت خدمته لشعب ساموا كرئيس للدولة بالمبادئ السامية، والرحمة الحقيقية، والتواضع الشخصي، وهي السمات التي عكست ثبات اهتمامه برفاه الجميع. كأول ملك حاكم يعتنق رسالة بهاء الله، فقد سجل سابقة ستظل تضيء سجلّات ديننا إلى الأبد، والتي ستزداد الأجيال القادمة تمجيدًا لها. لقد انعكس اهتمامه الكبير الذي دام قرابة أربعة عقود بتقدم الدين في التأكيد الحماسي لإيمانه كلما سنحت الفرصة، وفي الفرح الدائم الذي أبداه تجاه بناء بيت العبادة الأم لجزر المحيط الهادئ في ساموا عام 1984..."

## وصلات خارجية
- الموقع الرسمي لبيت العبادة